# Palazzo del Comune (Colle di Val d'Elsa)
Il palazzo del Comune, o dei Priori, si trova a Colle di Val d'Elsa.

## Descrizione
Il Palazzo, che ha una struttura risalente al XIII - XIV secolo, presenta una facciata con elementi decorativi affrescati. Esso ospitava il Museo civico, trasferito nel Conservatorio di San Pietro dal 2017.